# 젤코 바이체타
젤코 바이체타(몬테네그로어: Željko Bajčeta / Жељко Бајчета, 1967년 4월 20일 ~ )는 몬테네그로 출신의 전 축구 선수로 현역 시절 포지션은 공격수였다. K리그 입단 당시에는 몬테네그로의 전신인 유고슬라비아 연방 공화국 국적이었으며 등록명은 젤리코2를 사용하였다. 1994년 같은 해 대우 로얄즈에서 활약했던 젤코 시모비치와는 같은 등록명을 사용하여 동일한 선수로 잘못 알려졌다.

## 클럽 경력
몬테네그로의 FK 수체스카 닉시치에서 프로 경력을 시작하였으며 키프로스의 올림피아코스 니코시아, AEL 리마솔, APEP FC 등에서 활약하였다. 1994년 LG 치타스 (현 FC 서울)로 이적하여 1994 시즌 한 시즌 동안 시즌 통산 9경기 3득점-0도움 (정규리그 8경기 3득점-0도움 / 리그컵 1경기 0득점-0도움)의 기록을 남겼다.